# Liberator
 Der er for få eller ingen kildehenvisninger i denne artikel, hvilket er et problem. Du kan hjælpe ved at angive troværdige kilder til de påstande, som fremføres i artiklen.

Liberator er et dansk libertariansk internetmagasin og debatforum stiftet i 2001. Den redaktionelle linje er overvejende anarkokapitalistisk, men gruppen af brugere spænder bredt, fra en mindre gruppe af socialister der ønsker at debattere liberalismen, over socialliberalister og minimalstatstilhængere til anarko-kapitalister, hvor sidstnævnte ønsker at afskaffe staten fuldstændigt.